# Lilly Steiner
Lilly Steiner, née Hofmann le 7 avril 1884 à Vienne et décédée le 2 octobre 1962 à Neuilly-sur-Seine, est une artiste peintre et graveuse autrichienne.

## Biographie
Originaire d’Autriche, Lilly Steiner est issue d'une famille juive. De 1899 à 1904, elle fréquente l'école des beaux-arts de Vienne, avec Ludwig Michalek. Elle débute ainsi son apprentissage artistique au cœur de l'un des plus actifs foyers du modernisme et de la Secession viennoise. 
En 1904, Lilly Hofmann se marie avec l'industriel Hugo Steiner. La maison familiale construite en 1910 par l’architecte et théoricien de l'art Adolf Loos dans le quartier de St Veit-Gasse, devient un centre artistique et social de la scène autrichienne. Elle est l’une des membres fondatrices du Club d'estampe des artistes viennois, et membre extraordinaire de Hagenbund, association d'artistes appartenant au mouvement d'avant-garde autrichien du début du XXe siècle.
L'artiste rejoint également le Club de gravure des femmes artistes viennoises (Radierklub der Wiener Künstlerinnen), un groupe composé de onze artistes issues de la première promotion de l'École d'Art Appliqué.   
Lilly Steiner se distingue comme une artiste marquante de l'avant-garde à Vienne, et l'une des rares peintres féminines à exposer pour le Hagenbund : à cette époque, les mouvements artistiques sont encore fermés aux membres féminins. Elle rencontre le peintre Egon Schiele, qui réalisera quatre portraits d'elle.  
En 1927, après l'effondrement de l'Empire Austro-Hongrois, Lily et Hugo Steiner s’installent à Paris, où sa première exposition a lieu l'année suivante,. Pendant la Seconde Guerre mondiale, elle s'installe en zone libre, avant de retrouver Paris en 1942, où elle parvient à se cacher. 
Lilly Steiner meurt le 3 octobre 1962 à Neuilly-sur-Seine. 

## Carrière artistique
Lilly Steiner s'intéresse tout d'abord au dessin et à la gravure, mais pendant la Première Guerre mondiale, elle se découvre un nouvel intérêt pour la peinture à l'huile. Dans ses premiers travaux, l'artiste se concentre sur des portraits de femmes et d'enfants, en abordant principalement le thème de la maternité. Elle a ensuite réalisé de nombreuses séries de gravure et d'illustrations,. Son art s'oriente alors vers l'expressionnisme, inspiré des œuvres de l’artiste peintre autrichien Oskar Kokoschka. Sa première exposition personnelle a lieu en 1917. 
En 1928, les œuvres de Lilly Steiner sont présentées lors d’un concours artistique organisé dans le cadre des Jeux olympiques d'été à Amsterdam. Elle travaille alors auprès de l'École de Paris, et fréquente notamment le peintre et cinéaste Man Ray, dont elle peint le portrait en 1928. Marquée par la condition féminine, elle poursuit ses études sur la maternité et l'enfance. En 1931, ses aquarelles sont exposées à la galerie Druet. En 1932, la revue d'art international Formes lui consacre un article élogieux. Elle expose à la même période au Salon des indépendants.
En février 1937, Lilly Steiner participe à l'exposition Les femmes artistes d'Europe exposent au Jeu de Paume organisée au Jeu de Paume, anciennement le Musée des écoles étrangères contemporaines,.
Ses études expressionnistes de chefs d'orchestre et d'artistes, comme Alban Berg, Arturo Toscanini ou Aristide Maillol sont considérées comme ses œuvres les plus célèbres. Après 1937, sa peinture s'intéresse au contexte géopolitique en Autriche, quelques années avant le début de la Seconde Guerre mondiale.
Lilly Steiner réalise des lithographies des Gurre-Lieder du compositeur et peintre autrichien Arnold Schönberg, ainsi que des créations plus personnelles sur le thème de la mère. Elle participe à l'illustration de plusieurs ouvrages, et compose des formes figuratives pour une manufacture de tapisseries située à Aubusson. En 1950, la Galerie de Berri, lui consacre une exposition sur le thème Fleurs et enfants. 

## Reconnaissance
Comme beaucoup d'artistes féminines de sa génération, Lilly Steiner ne parvient pas à exposer en dehors de son Autriche natale. La reconnaissance internationale commence après son installation à Paris. Ses œuvres sont présentes dans les collections des musées nationaux telles que le Centre national d'art et de culture Georges-Pompidou ou le Musée de Grenoble,.
En 2019, son travail est présenté dans l'exposition City Of Women : Les femmes artistes à Vienne de 1900 à 1938 à la Österreichische Galerie Belvedere de Vienne.